# 定理府
定理府，中国古代的府。

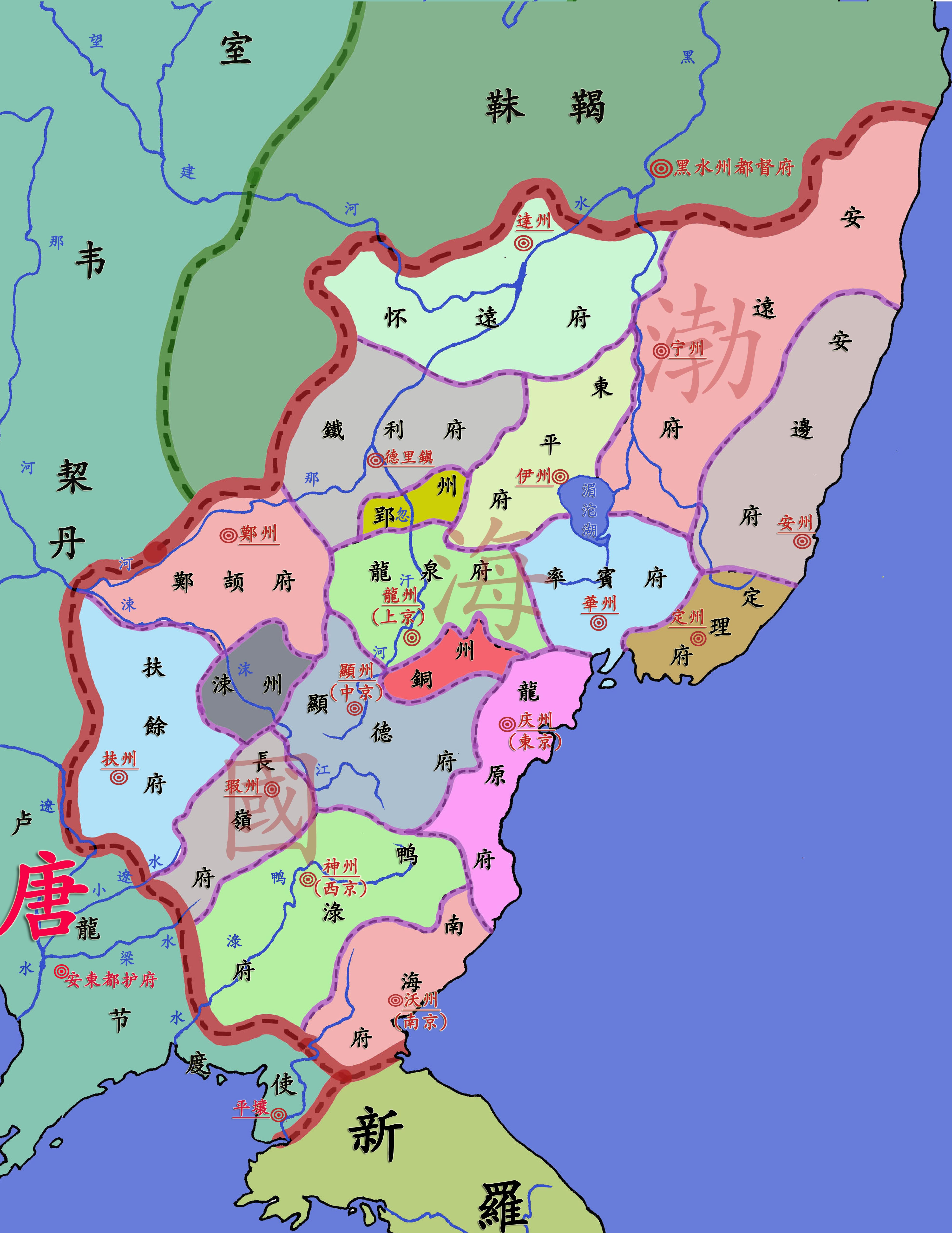
渤海國行政區劃

渤海国置，治所在今黑龙江省牡丹江下游三道河子渤海古城，一说在俄罗斯滨海边疆区游击队城。在挹娄故地。下辖定州、潘州。辖境约当今黑龙江林口县和滨海边疆区南部等地区。辽国沿置，后废。